# David Josefowitz
David Josefowitz (1918-2015), originaire d'Europe de l'Est, était un des fondateurs de la firme de disques "Concert Hall".
Il était aussi violoniste et devint chef d'orchestre en Europe puis en Angleterre.

## Biographie
Il a créé le "Concert Hall Record Club" avec son frère Samuel Josefowitz, et diffusa ainsi le disque microsillon 33 tours. David Josefowitz fut le premier à produire sur disque vinyle "les Quatre Saisons" de Vivaldi.
Durant sa carrière de producteur, il remporta plus de 50 prix internationaux. Résidant à Londres, il dirigea le London Soloists Chamber Orchestra. C'était également un passionné de musique et d'art. 
Il a reçu en 2006 les honneurs de la reine du Royaume-Uni en étant nommé commandeur de l'Ordre de l'Empire britannique (CBE). À Londres, il a été créé le "David Josefowitz Recital Hall".
Il meurt le 10 janvier 2015.